# Györgyi Géza (építész)
Györgyi Géza, születési és 1884-ig használt nevén Giergl Géza (Pest, 1851. szeptember 10. – Budapest, 1934. március 23.) magyar festőművész, építész, a Györgyi-Giergl művészcsalád tagja.

## Családi háttere
Művészeti tevékenységéről már régóta ismert pesti polgári családba született. Apai dédapja, a tiroli származású Giergl Alajos (1793–1868) volt, a biedermeier korszak ezüstművese. Édesapja Györgyi Giergl Alajos festőművész (1821–1863) volt, aki arisztokrata és polgár családok tagjairól festett portréival vált híressé. Édesanyja Musch Erzsébet. Testvéröccse, Györgyi Kálmán (1860–1930) művészeti író, az Országos Magyar Iparművészeti Társulat igazgatója és a Magyar Iparművészet című folyóirat szerkesztője. Unokaöccse, Györgyi Dénes később továbbvitte a családi építész-hagyományokat, hiszen számos múzeum és iskola, valamint több világkiállítás magyar pavilonjának alkotójaként, az Iparművészeti Iskola, majd Főiskola rektoraként a 20. század első fele művészeti életének meghatározó alakjává vált. A rokonsághoz tartozott Giergl Kálmán építész (1863–1954), a Zeneakadémia, a Klotild-paloták és a Luxus Áruház tervezője, és Giergl Henrik üvegműves (1827–1871) is.

## Életpályája
Györgyi Géza festőművész atyja kívánságára 19 éves koráig kereskedőként dolgozott, építésztanulmányait ezt követően kezdhette meg. 1870-ben belépett nagybátyja, Haliczky Béla és Hauszmann Alajos építészek közös irodájába. A pesti Műegyetemen, majd Berlinben, a Bauakademien is tanult.
1876-ban visszatért Budapestre. Itt Ybl Miklós budai várkertépítési irodájában, a lipótvárosi Szent István-bazilika majd az operaház építésénél dolgozott. 1881-től három évig Petschacher Gusztáv irodájában működött. 1884-ben Ybl a Budavári Palota építéséhez hívta. Ybl halála után a tervezést átvevő Hauszmann helyettese volt az építés 1903-as befejezéséig.
1904-ben társult a várépítési iroda egy másik tagjával, Hoepfner Guidóval, és közösen terveztek egy-egy szállodát Tátra-Lomnicra és a Csorba-tóhoz. A Györgyi-Hoepfner tervezőpáros nevéhez fűződik számos belvárosi villa, a Kereskedők Segélyegyletének menháza, valamint a Viktória Biztosító Társaság lakóháza is. Az 1911-es római nemzetközi művészeti kiállítás magyar pavilonjára kiírt pályázat nyerteseiként a Magyar Műcsarnok az ő tervük alapján épült.
1909 körül részt vett a Műegyetem tervezési munkálataiban Hauszmann Alajos mellett.
Györgyi Géza nemcsak virtuóz rajztudású építészként, hanem festőművészként és iparművészeti tárgyak tervezőjeként is alkotott. A budapesti Műcsarnok kiállításain többször bemutatták műveit. Halálát hurutos tüdőlob okozta.

## Tervek és épületek
- szálloda, Tátra-Lomnic (Hoepfner Guidóval, 1905)
- szálloda, Csorba-tó (Hoepfner Guidóval, 1905)
- Bayer-villa, XI. kerület Minerva u., Budapest (1907)
- Eisele-villa, VI. kerület Benczúr u., Budapest (1909)
- lakóház, VIII. kerület Krúdy u. 12., Budapest (1909)
- Kereskedők Segélyegyletének Menháza, II. Tárogató út 2., Budapest (1908-1909)
- Viktória Biztosító Társaság lakóháza, VII. Károly körút 3., Budapest (1912)
- Szálloda, Herkulesfürdő[6]